# Einar Stråhle
Gustaf Einar Stråhle, född 13 november 1913 i Älvdalens församling, Kopparbergs län, död 16 november 2013 i Oscars församling i Stockholm, var en svensk tidningsman. Han var ursprungligen syndikalist, men blev senare socialdemokrat.
Stråhle var ursprungligen skogsarbetare och anslöt sig till Sveriges Arbetares Centralorganisation (SAC). Efter studier vid Brunnsviks folkhögskola blev han 1939 ombudsman för SAC och började verka som journalist. År 1942 startade han tillsammans med Willy Brandt Svensk-Norsk Pressbyrå som även ägnade sig åt hemlig kurirverksamhet. Efter krigsslutet 1945 blev Stråhle journalist på socialdemokratiska A-pressens stockholmsredaktion. Han blev redaktionschef på socialdemokratiska Söderhamns-Kuriren 1952 och var tidningens chefredaktör under åren 1958–1978. År 2000 bosatte han sig i Stockholm. Han ligger begravd på Skogskyrkogården i Stockholm.